# Enciclopedia Italiana di scienze, lettere ed arti

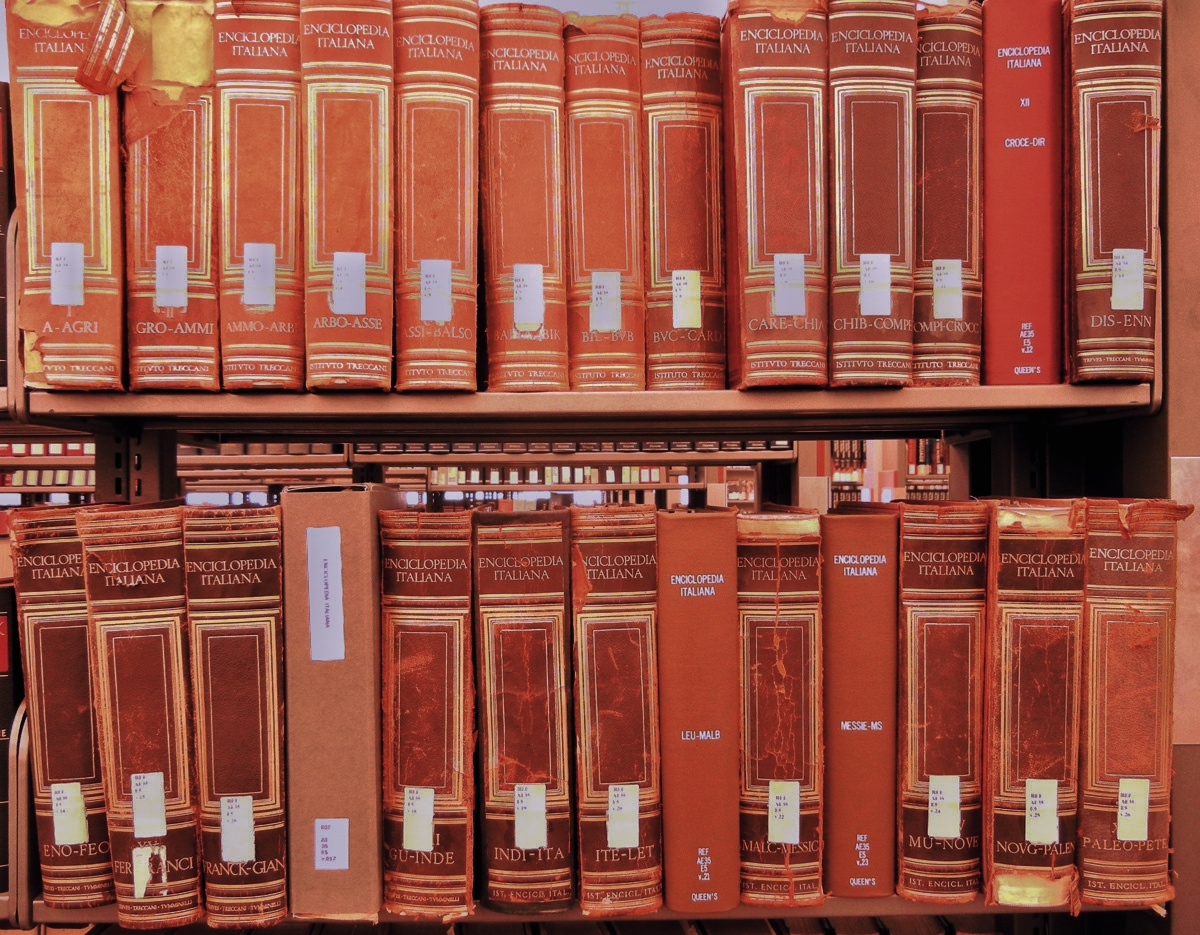
Bände der Enciclopedia Italiana in einer kanadischen Bibliothek

Die Enciclopedia Italiana di scienze, lettere ed arti (kurz Enc. It. oder Treccani) ist eine mehrbändige Universalenzyklopädie in italienischer Sprache. Die erste Auflage, bestehend aus 35 Textbänden und einem Indexband, wurde zwischen 1929 und 1937 vom Istituto dell’Enciclopedia Italiana herausgegeben. Dieser 1925 von Giovanni Treccani gegründete Verlag ist auch der Herausgeber der Nationalbiografie Dizionario Biografico degli Italiani.

## Publikationsgeschichte

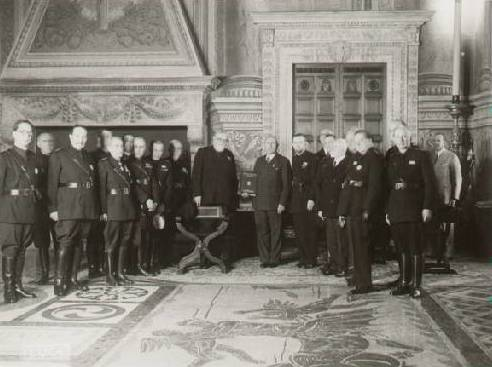
Gentile überreicht Mussolini im Palazzo Venezia den letzten Band der 1. Auflage, 1937

Dem Unternehmer und Mäzen Giovanni Treccani schlugen 1924 einige Freunde vor, eine italienischsprachige Enzyklopädie zu veröffentlichen. Treccani dachte sogleich an eine große Universalenzyklopädie und gründete zu diesem Zweck am 18. Februar 1925 in Rom das genannte Institut. Die wissenschaftliche Leitung übernahm Giovanni Gentile, der über 3200 wissenschaftliche Mitarbeiter unterschiedlichster Disziplinen für das Projekt gewinnen konnte, darunter auch Juden und Antifaschisten. Die Vorbereitungsphase dauerte von 1925 bis 1928. Es wurde ein sogenanntes „technisches Komitee“ geschaffen, bestehend aus den Leitern von 48 Arbeitsgruppen, das schließlich ein Nachschlagewerk mit 60.000 Hauptartikeln und 240.000 zweitrangigen Artikeln vorsah. Die 35 Textbände der ersten Auflage hatten jeweils rund 1000 Seiten. Diese zwischen 1929 und 1937 veröffentlichte erste Auflage wurde zu einem Verkaufserfolg.
Die Arbeit an dem Werk verlief bis in die 1930er Jahre weitgehend ohne Einmischungen des faschistischen Regimes. Erst nachdem Benito Mussolini seine Macht gefestigt hatte, erprobte man, die Enciclopedia für Propagandazwecke zu nutzen. So versuchte Gentile – im Namen des Duce –, die Grundsätze des Faschismus in der Dottrina del Fascismo zu formulieren.
Zwischen 1935 und 1943 erhielten einige Themenbereiche eigene Sonderbände. Der erste Band behandelt den Faschismus. Als Autor wurde Benito Mussolini angegeben, tatsächlich waren Giovanni Gentile und Gioacchino Volpe die Verfasser. 1938 kam der erste Ergänzungsband heraus, dem nach dem Zweiten Weltkrieg bis zum Jahr 2015 acht weitere, in der Regel mehrbändige Ergänzungen folgten. Insgesamt umfasst die Enciclopedia Italiana 72 Bände.
Seit 2015 ist die Enzyklopädie als Enciclopedia Treccani kostenlos online verfügbar und wird dort laufend aktualisiert.